# Таллес Кунья
Таллес Енріке да Кунья Кармо або просто Таллес Кунья (порт.-браз. Talles Henrique da Cunha Carmo / Talles Cunha; нар. 13 березня 1989, Можи-Гуасу, Сан-Паулу, Бразилія) — бразильський футболіст, нападник.

## Клубна кар'єру
Народився в місті Можи-Гуасу, штат Сан-Паулу Вихованець академії «Гуарані», у січні 2007 року переведений до першої команди вище вказаного клубу. У квітні 2008 року відправився в оренду до «Інтернасьйоналя». У дебютному сезоні в новій команді добре зарекомендував себе, тому «Інтер» вирішив активувати опцію викупу його контракту в «Гуарані». Проте в сезоні 2009 року зіграв за «стару-нову» команду лише 3 матчі, а з 23 лютого 2010 по грудень 2010 року виступав в оренді за «Сан-Каетано». 22 лютого 2011 року «Інтернасьйонал» відправив Таллеса в оренду до «Крісіуми». Потім була оренда в «Ботафогу» (Рібейран-Прету). По завершенні контракту з «Інтером», на початку січня 2013 року перейшов до скромного «Нова-Ігуасу», але в команді не закріпився.
З липня 2013 року по липень 2015 року перебував у Португалії, де грав за «Лейшойш» та «Уніан». У липні 2015 року підписав повноцінний контракт з клубом японської Джей-ліги 3 «Саґаміхара». Наприкінці сезону залишив вище вказаний колектив. 18 лютого 2016 року повернувся до Європи, де уклав договір з одним з найсильніших молдовських клубів — «Зімбру». Проте вже на початку липня того ж року повернувся в «Уніан».
На початку січня 2017 року повернувся до Бразилії. Виступав за скромні місцеві клуби «Іпіранга», «Веранопіліс», «Куяба», «Глорія», «Сан-Луїш», «Пелотас», «Кабофріенсе», «Баге», «Бразиліа» та «Еспортіву». З січня 2023 року перебуває без клубу.

## Кар'єра в збірній
До 2009 року виступав за молодіжну збірну Бразилії.